# Зарайск
Зара́йск — город в Московской области России, центр муниципального округа Зарайск, с административной точки зрения являющийся городом областного подчинения с административной территорией.
Население — 20 383 человек (2024).
Расположен в 145 километрах к юго-востоку от Москвы, преимущественно на правом берегу реки Осётр (притоке Оки). Конечная железнодорожная станция на неэлектрифицированной ветке от города Луховицы (без пассажирского движения).
Глава городского округа Зарайск — Петрущенко Виктор Анатольевич.

## Общие сведения

### География
Город расположен в центре европейской части России, на северо-восточном склоне Среднерусской возвышенности в 145 км от Москвы. Площадь города составляет 2 046 га, по его территории протекает река Осётр. Город прорезают также небольшие притоки Осётра — Монастырка, Осётрик и Стабенка — протекающие в глубоких оврагах.

### Климат
Город расположен в зоне умеренного климата, сочетающего в себе как ярко выраженные континентальные свойства, так и некоторые морские. Морской воздух из Атлантики приходит в Зарайск, в основном, в летний период; влияние же арктического воздуха наблюдается в течение всего года. Самый жаркий месяц — июль (средняя температура +18,6 °C со средним максимумом +23,9 °С), а самый холодный — январь (средняя температура −10,2 °C со средним минимумом −13,5 °С). Среднегодовая температура воздуха составляет +4,7 °C. Преобладают ветры западных и юго-западных направлений. Средняя скорость ветра зимой 3,7—5,3 м/с, летом 2,6—3,3 м/с. Среднегодовое количество осадков составляет 562,7 мм, при этом наибольшее их количество выпадает летом.

### Растительность
Естественная растительность Зарайска представлена лесными массивами, древесно-кустарниковой растительностью на склонах оврагов и долин рек, суходольными и пойменными лугами. В пределах города расположено два парка: городской парк имени Леонова на площади Урицкого и парк имени Кирова (бывший парк при усадьбе промышленника Августа Редерса, существует с XIX века). Важное рекреационное значение имеет примыкающий к городу с юго-востока лесной массив «Беспятовский лес» площадью 46 га.

### Герб города

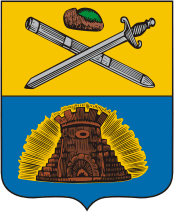
Герб, утверждённый в 1779 году

Геральдическое описание герба Зарайска, высочайше утверждённого 29 марта (9 апреля) 1779 года (повторно утверждён в 1991 году), гласит: «В первой части щита, в золотом поле, часть герба Рязанского: серебряный меч и ножны, положенные накрест; над ними зелёная шапка, какова на князе в наместническом гербе. Во второй части щита, на голубом поле, старая городская башня, освещённая восходящим солнцем, означающим, что сей город новым учреждением паки возобновлён».

## Название
В исторических документах содержится свыше тридцати вариантов наименований города, в том числе Осётр (1146, 1541 годы), Красный (1225 год), Зарайск (1146 год), Новгородок-на-Осётре (1377 год), Заразеск (XV век), Зараевск (1501 год), Никола Заразской-на-Осётре (1531 г.), Никола-на-Осётре (1532 год), Никола Заразский (1610 год), Зорайск (1660 г.), Зараск (1681 г.), Зарайск (XVII в.), Заразской (первая половина XVIII в.). С XIX века окончательно утвердилось современное название Зарайск.
О происхождении названия существует несколько версий:
- Название города происходит от древнерусского слова «зараз», означающего «обрыв берега реки».
- Название «Зарайск» происходит от слова «ряса» (болото): город относительно Рязани находился за болотами, или «за рясками».
- Название пошло от места в городе, где во время эпидемий холеры и чумы хоронили умерших.
- По версии историка М. Н. Тихомирова, название города произошло от слова «зараза» (непроходимый, заповедный лес).
- Название города происходит от слова «заразить» в его древнерусском значении «убить, разить насмерть»[14]. По легенде, в 1237 году Евпраксия, жена князя Фёдора Юрьевича, чтобы избегнуть татарского плена, бросилась со своего терема и, таким образом, убила себя, то есть «заразилась».

## История

### Основание города
По одной из версий, впервые Зарайск упоминается в Никоновской (как град Осётр) и Ипатьевской (под названием Осётр) летописях под 1146 годом при описании изгнания Святослава Ольговича из Черниговского княжества (по другой версии, речь идёт о реке Осётр, а слово «град» — позднейшая вставка Никоновской летописи). Археологические раскопки, проведённые в 1980-х годах под руководством Б. А. Рыбакова, обнаружили на территории Зарайского кремля «остатки поселения, относящиеся к XII в., и сооружения, позволяющие предположить наличие укреплений».
«Сказание о перенесении образа Николы Чудотворца из Корсуня в Рязань», известное в рукописях начиная с XVI века, излагает предание о переносе в 1225 году из Корсуня (Херсонеса) в будущий Зарайск чудотворного образа святителя Николая Чудотворца (Корсунского). Вскоре был построен деревянный храм в честь этого святого. Позже в этом храме был создан цикл «Повестей о Николе Заразском», к которому относится, в частности, Повесть о разорении Рязани Батыем. Первым известным удельным князем города был Фёдор Юрьевич, сын Рязанского князя Юрия Ингваревича. При нём в городе был возведён деревянный острог, обнесённый валами и рвами с водой. Согласно топонимической легенде, изложенной в цикле «Повестей о Николе Заразском», князь Фёдор Юрьевич был убит Батыем на реке Воронеже, а жена князя, княгиня Евпраксия, не желая оказаться в татарском плену, вместе с малолетним сыном Иваном выбросилась из своего терема и «заразилась» (ударилась) до смерти. После этого икону Николы Корсунского стали называть иконой Николы Заразского. В этот период Зарайск назывался городом Святого Николы Корсунского и Заразском.
В 1394 году «Список русских городов дальних и ближних» упоминает Новгородок-на-Осётре, который ряд краеведов отождествляли с Зарайском. Современные историки отождествляют Новгородок с селом Городна у устья Осетра.
Церковь Николы Чудотворца Зарайского упоминается в выписи из писцовой книги 1628/29 года как получившая в 1509/10 (7018) году жалованную грамоту великого князя Московского Василия III на сельцо Дятлово, деревню Крутой Верх, пустоши Косткину, Рожееву и Ширяеву. Самое раннее упоминание храма и иконы, давших впоследствии название городу, содержится под 1512 годом в «Мазуринском летописце» XVII века: «пришли крымския люди на резанские украины, и у чюдотворца Николы Зараского священницы взяша чюдотворцев Николин образ и принесоша на Коломну».

### XVI век
В 1521 году вместе с Рязанским княжеством город вошёл в состав единого Русского государства. Зарайск стал форпостом близ его южных границ, подвергавшихся в течение всего XVI века набегам крымских татар. В 1528—1531 годах по приказу великого князя Василия Иоановича внутри Острога был построен каменный кремль:58 с семью башнями; толщина стен новой крепости достигала трёх метров, высота — девяти. Крепость была мощным фортификационным сооружением; препятствием для неприятеля были и естественные рубежи — крутой берег реки Осётра у западных стен крепости и глубокий овраг реки Монастырки к югу от кремля. Предположительно, в строительстве принимали участие приглашённые в конце XV века в Москву итальянские зодчие.
Город стал важным пунктом обороны на южных подступах к Москве. Уже в 1533 году кремль подвергся первому нападению крымских татар под предводительством Исляма I Гирея и Сафы Гирея. Одновременно с кремлём в 1528 году вместо деревянного Никольского храма был заложен каменный. В этот период город носил названия Николо-Заразской-на-Осётре, Никола-на-Осётре. В 1541 году город осаждал хан Крыма Сахиб I Гирей, который не смог взять кремль и был разбит воеводой Н. Глебовым. Нападения крымцев на город совершались также в 1542, 1570, 1573, 1591 годах.
В марте 1533 года город посетил Василий III, а в 1550, 1555, 1556 и 1571 годах — его сын, Иван Грозный. В 1550 году по его повелению в кремле был возведён Иоанно-Предтеченский храм. В 1551 году в Зарайске несёт воинскую службу князь Андрей Курбский.
В 1570-е годы был выстроен окружавший кремль деревянный рубленный клетями острог . Через окружавшие острог рвы были перекинуты деревянные мосты. Внутри острога расположились посады. За стенами острога вдоль оврагов и рек начали формироваться слободы; развивалась торговля — от стен Зарайского кремля начинались важные дороги на Рязань, Коломну и Каширу. В XVI веке, помимо купцов и стрельцов, население Зарайска составляли также «пашенные» (крестьяне) и «мастеровые» (ремесленники) люди. Крупнейшим сооружением города являлся Никольский храм в кремле с хранившейся в нём иконой Николая Чудотворца. В пределах острога находились и административные здания: Пошлинная изба, городская казна, городская управа; на месте современного Гостиного двора возникли торговые ряды.

### Смутное время

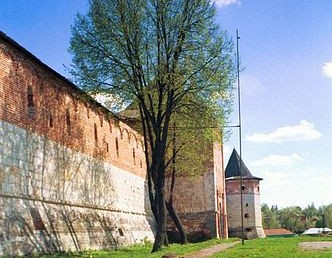
Стена Зарайского кремля

В феврале-марте 1607 года в окрестностях Зарайска происходили стычки между отрядами Ивана Болотникова и войсками Василия Шуйского. 30 марта (9 апреля) 1608 года отряды Лжедмитрия II (именно, поляки полковника Александра Лисовского) разгромили в Зарайске рязано-арзамасское ополчение и заняли город. Город был освобождён 1 (11) июня 1609 года отрядами рязанского ополчения под руководством Прокопия Ляпунова. В 1610—1611 годах зарайским воеводой был князь Д. М. Пожарский. Пожарский подавил в городе мятеж сторонников Лжедмитрия II, изгнал «воровской» отряд рязанского воеводы Исаака Сумбулова, перешедшего на службу к полякам, который захватил город в декабре 1610 года, а в начале 1611 года, примкнув к Первому ополчению, Пожарский выступил со своим зарайским отрядом на Москву. Свыше трёхсот воинов, павших у стен города, были захоронены в кургане близ города; курган этот, названый Лисовским, сохраняется по сей день. В XVIII веке возле кургана была построена каменная церковь.

### XVII—XVIII века
В XVII веке за городом окончательно закрепилось название Зарайск.
Под 1625 годом в писцовых книгах упомянут находившийся в посаде к западу кремля Вознесенский (Круглый) монастырь с деревянной церковью Живоначальной Троицы. Монастырь в 1764 году был упразднён, а Троицкая церковь стала приходской и после пожара 1774 года была перестроена в камне.
В 1669 году в зарайском селе Дединово спустили на воду первый русский военный корабль «Орёл».
В 1673 году произошло последнее нападение крымских татар на Зарайск, и с конца XVII века город теряет оборонное значение, становясь значительным центром ремесла и торговли на Астраханском тракте. Зарайск превратился в центр торговли хлебом, развивалась и транзитная торговля — через город из южных районов в Москву перегоняли скот, поставляли мясо. В 1681 году Зарайск пережил опустошительный пожар. В том же году по указу царя Фёдора Алексеевича вместо обветшавшего каменного был построен кирпичный Никольский храм. В XVIII веке в городе развернулось каменное и деревянное строительство.
В 1778 году указом Екатерины II Зарайск получает статус уездного города Рязанского наместничества (с 1796 года — Рязанской губернии). Годом позже утверждён герб, а затем и регулярный план города. К востоку от кремля, на сравнительно ровном участке местности, была сформирована ортогональная сетка кварталов (размер последних преимущественно 130×260 м), в южной и западной частях города в связи с особенностями рельефа (крутые склоны реки Осётра, глубокие долины речек и оврагов) был образован рваный фронт застройки. Посадские церкви, вокруг которых к XVIII веку сформировались большие площади, оказались согласно генеральному плану на пересечении главных улиц Зарайска. Главным композиционно-пространственным ядром Зарайска оставался кремль, к северо-востоку от него расположились отстроенные в XVIII веке в камне торговые ряды (Гостиный двор), имевшие вплоть до 1930-х годов форму замкнутого каре со внутренним двором. Основными планировочными осями стали Большая Московская дорога (ныне улица Карла Маркса) и дорога на Переяславль-Рязанский (ныне Советская улица). Было сформированы ансамбли площадей: Базарной (ныне площадь Революции), Сенной (ныне площадь Пожарского), Облупинской (в настоящее время Советская площадь), Спасской (застроена в конце XIX века). Вдоль соединявших главные площади улиц возводились каменные здания — культовые, жилые и общественные постройки. На магистральных дорогах у границ города были построены таможенные заставы — увенчанные двуглавыми орлами каменные парные столбы и помещения для караула (кордегардии). Всего было построено 4 заставы — Московская (дорога на Москву), Каширско-Венёвская (дорога на Каширу и Венёв), Михайловская (дорога на Михайлов) и Рязанская (дорога на Рязань). К 1798 году генеральный план в части планировки городских кварталов был в основном реализован.

### XIX век
XIX век Зарайск встретил, являясь крупным центром торговли. В это время в городе насчитывалось свыше пятисот купцов и 136 лавок. Регулярно проводились Зарайские ярмарки, куда московские купцы привозили ткани и продукты питания и где велась активная торговля местной продукцией. На ежегодные конные ярмарки приводили до двух тысяч лошадей. Зарайск был городом не только купцов, но и ремесленников: кожевников, сапожников, гончаров, мясников, портных, хлебопёков и др. Большой популярностью на ярмарках пользовалась продукция зарайских кузнецов. В городе действовали мелкие производства (деревообрабатывающие, красильные, кожевенные, маслобойные, мукомольные, кирпичные, шерстобитные; производство сельхозорудий).

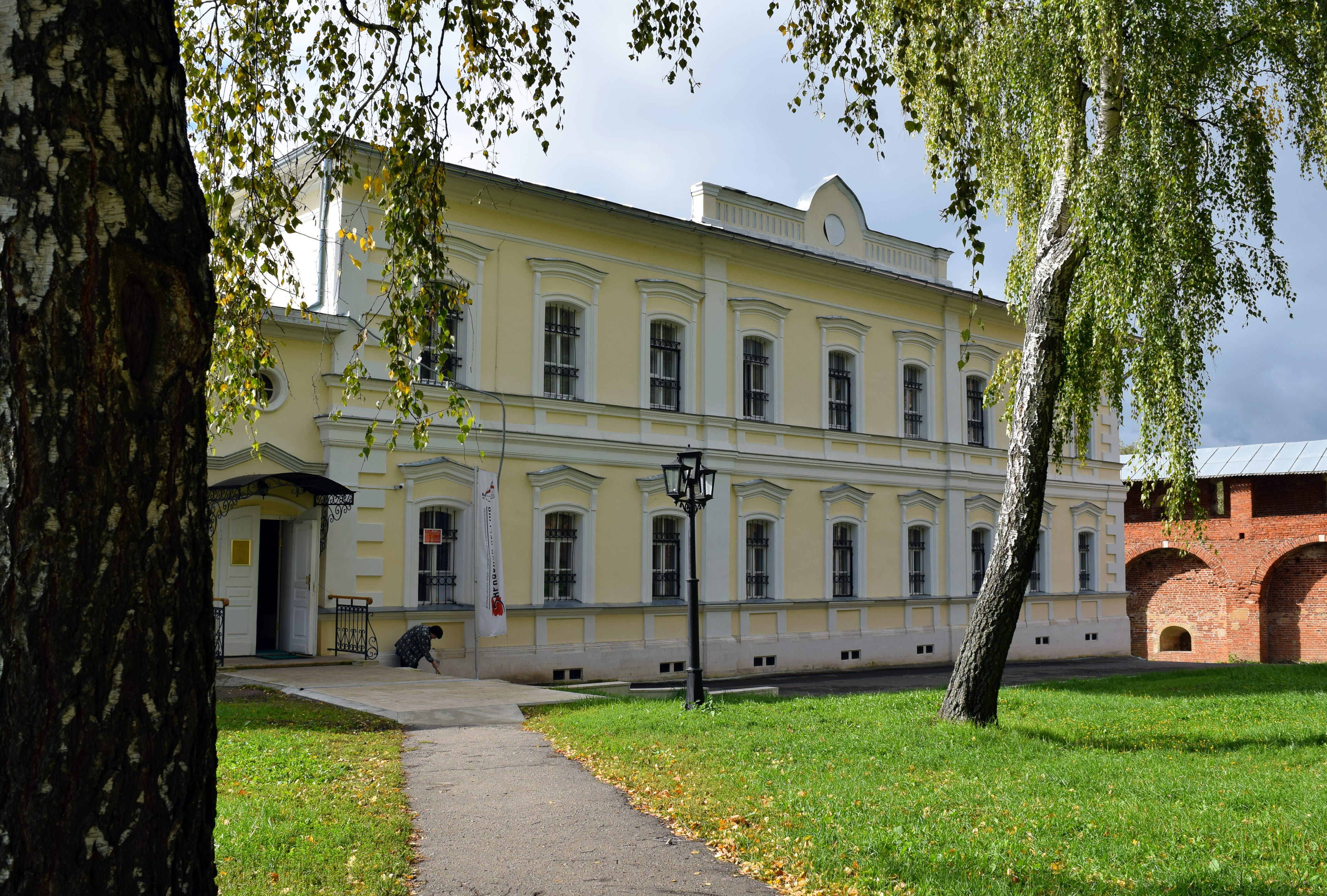
Зарайское духовное училище

Новая Рязанская дорога, проложенная в 1847 году, обошла Зарайск стороной, и значение города как торгового центра значительно сократилось. В 1860 году центральная часть города сильно пострадала от масштабного пожара. Железная дорога Москва-Рязань, построенная в 1864 году, также не прошла через Зарайск (от неё в 1870 году провели до Зарайска 27-километровую ветку), что отрицательно сказалось на экономическом развитии города. Несмотря на это, к концу XIX века в городе развивается промышленность. В 1858 году немецкий предприниматель Август Редерс основал в Зарайске перопуховый завод (ныне ОАО «Перопух»), а позднее — обувную фабрику (ныне ООО «Зарайск-обувь»). В 1881 году была запущена крупная паровая мельница, принадлежавшая городу; в 1883 году начали работу 2 кирпичных завода, принадлежавших А. С. Морозову (в начале XX века кирпичных заводов уже было 3). В 1880-х годах появились также чугунолитейный и торфяной заводы предпринимателя из прибалтийский немцев Э. А. Липгарта. В 1900 году в городе были основаны ещё два крупных предприятия: прядильно-ткацкая фабрика (ныне фабрика «Красный восток», зарайский филиал ООО «Текстиль-Пром») и бумагопрядильная фабрика Швейцарского анонимного общества. Несмотря на спад зарайской торговли в середине XIX века, в городе сохранялось много связанных с торговлей объектов (так, в 1890 году действовали 243 мелочные лавки, 6 гостиниц, 22 трактира, 51 винная лавка и 2 винных склада). Продолжалось проведение ярмарок (в начале XX века — трижды в год), переориентировавшихся на торговлю продуктами питания и скотом. Появлялись и многочисленные объекты социальной инфраструктуры. В ходе реформ Александра II в 1865 году было образовано зарайское земство, главные усилия которого были направлены на решение социальных проблем. Уже в начале XIX века в Зарайске имелась больница, первоначально располагавшаяся в арендуемом у купца Горетнина доме; в 1888 году больница получила собственное здание. На средства земства, помимо больницы, в Зарайском уезде было открыто 28 школ и 3 фельдшерских пункта. К концу XIX века в городе имелись приходское, уездное, реальное и духовное училища, женская гимназия, купеческое собрание и дворянский клуб, банк. Действовали больница и богадельня. Промышленник Редерс разбил на Натальинской улице (ныне Первомайская улица) городской парк с розарием, оранжереями, декоративными кустарниками и искусственными развалинами Средневекового замка; в парке имелись кегельбан и теннисная площадка.

### XX век

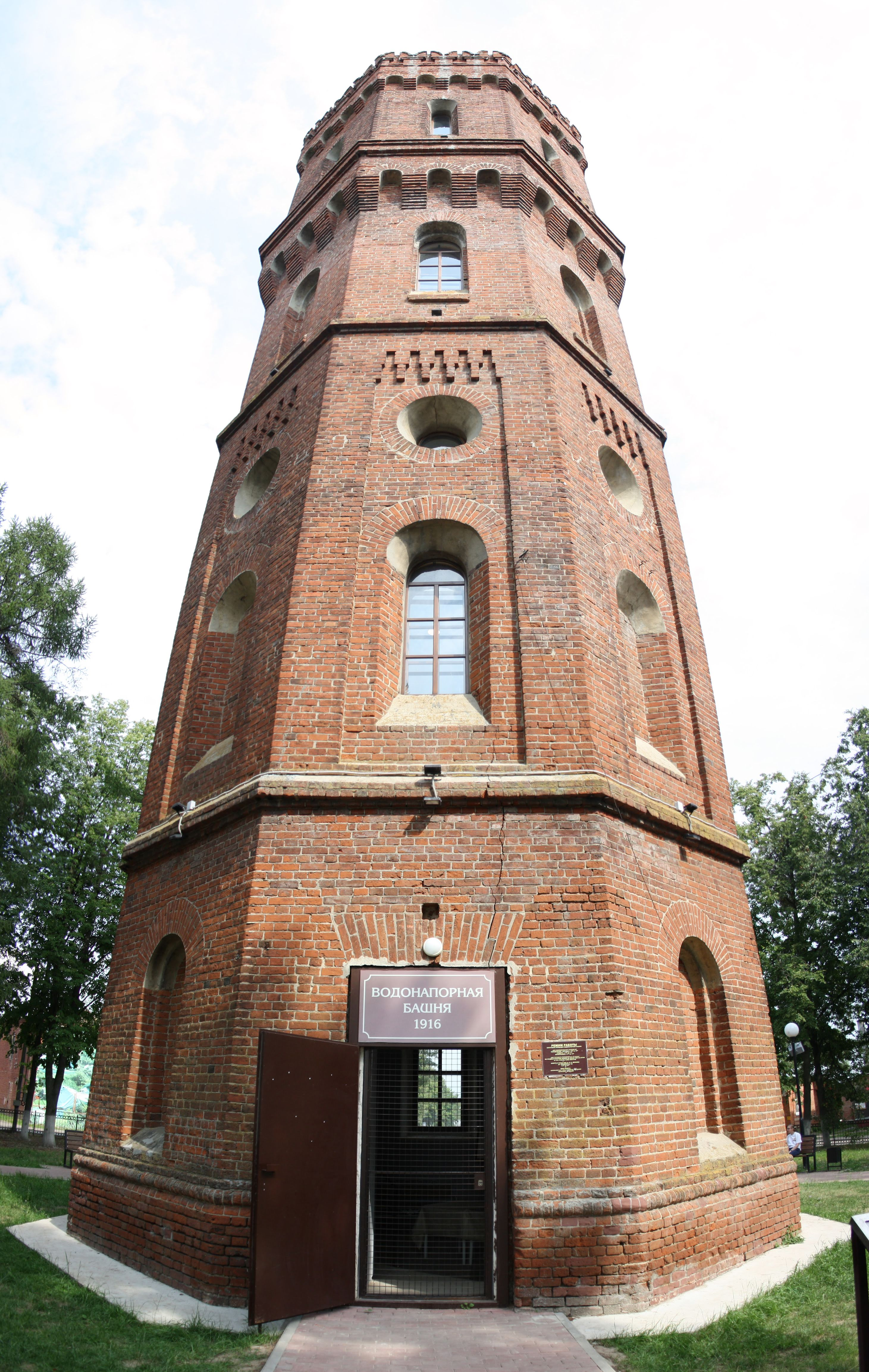
Водонапорная башня в Зарайске, со стороны входа

В начале XX века продолжалось развитие промышленности и социальной инфраструктуры города. В 1910 году было построено каменное здание земства, в 1914 году начата эксплуатация сохранившейся до настоящего времени водонапорной башни, в том же 1914 году было открыто построенное на средства А. А. Бахрушина новое здание городской больницы. В городе появилось каменное здание тюрьмы с церковью, возведённой на средства купца И. И. Ярцева. В городе выходила газета «Добрый путь». Благодаря усилиям земства приняли первых читателей библиотеки: общественная имени А. С. Пушкина, библиотека при земской управе, библиотека попечительства о народной трезвости. Накануне революции 1917 года в Зарайске имелось 14 культовых объектов: 2 собора, 8 каменных церквей и 2 деревянных, 2 часовни. В городе насчитывалось 800 жилых домов, 10 заводов и одна фабрика.
б (19) ноября 1917 года земским уездным съездом в Зарайске была провозглашена советская власть. Была упразднена земская управа; вскоре началась национализация предприятий и конфискация помещичьих земель. В Зарайском уезде было ликвидировано свыше двухсот помещичьих усадеб, многие из них были разгромлены и разграблены (особенно активно после проведённого 3-5 августа 1918 года I уездного съезда РКП(б), призвавшего организованные комитеты бедноты создавать отряды для «внедрения диктатуры беднейших над богатыми»). Некоторые ценности (в частности, из усадеб Комаровских, Перле, Базиных, Достоевских, Селивановых, Коноплиных) удалось уберечь от разграбления и перевезти в Зарайский краеведческий музей. В городе формировались добровольческие отряды Красной армии. 29 сентября 1918 года в Зарайске была создана 1-я Московская (Зарайская) школа военных лётчиков РККВФ, просуществовавшая до марта 1922 года, переведённая затем в посёлок Кача в Крыму. В начале 1920-х годов в некоторых прилегающих к Зарайску волостях (Булыгинской, Григорьевской, Ильицынской) вспыхивали восстания недовольных политикой военного коммунизма крестьян, быстро подавлявшиеся отрядами Красной Армии и уездной ЧК.
В 1929 году город стал районным центром Рязанского округа в Московской области, а в 1937 году, после образования Тульской и Рязанской областей, передан непосредственно в Московскую область. В 1930-х годах были разрушены некоторые церкви, взорвана колокольня собора Иоанна Предтечи, началась разборка зданий Гостиного двора. Продолжалось развитие городской инфраструктуры; в Зарайске появились канализация, телеграф и телефон. В 1935 году был оборудован кинотеатр, капитально отремонтирована больница. Для обеспечения коммунально-бытового строительства в 1936 году был введён в действие кирпичный завод мощностью 3,5 млн штук кирпича в год. Продукция нового завода была использована для строительства зданий горсовета, родильного дома, детского сада, жилых домов и ветеринарной лечебницы. Развивалась и обувная фабрика — бывшее предприятие Редерса; в 1929 году при ней было открыто ФЗУ. В 1928 году в центре города была открыта машинно-тракторная мастерская, впоследствии преобразованная в механический завод.
Во время Великой Отечественной войны, когда в середине ноября 1941 года немецкие войска начали второе генеральное наступление на Москву, в районе Зарайска был создан Зарайский боевой участок Западного фронта. В Зарайске были сформировано народное ополчение и 58-й Зарайский истребительный батальон. Работа промышленных предприятий была реорганизована в соответствии с требованиями военного времени; так, на механическом заводе начался выпуск корпусов гранат и поршней для танковых двигателей, а прядильно-ткацкая фабрика «Красный Восток» выпускала гимнастёрочную ткань; в городе были созданы мастерские по ремонту танков. В конце ноября в Зарайский район вошли части 2-й танковой армии немецкой группы армий «Центр», наступавшие на Москву с юга. Зарайск был подвергнут бомбардировке; в городе было объявлено осадное положение, создан комитет обороны. На улицах появились баррикады. Была проведёна эвакуация оборудования обувной и перопуховой фабрик в Сибирь, частично демонтировано оборудование фабрики «Красный Восток». Под Зарайском развёртывалась 10 армия Западного фронта, которая 6 декабря перешла в наступление и отбросила немцев. После отступления линии фронта началось восстановление городского хозяйства; предприятия продолжили снабжать продукцией фронт — например, из ткани, выпущенной на фабрике «Красный Восток», было изготовлено 5 млн комплектов солдатского обмундирования. За годы Великой Отечественной войны на фронте погибло 5,4 тысячи зарайцев.
В 1949 году закончилось строительство шоссейной дороги Зарайск-Луховицы, что позволило открыть автобусное сообщение по маршрутам Зарайск-Москва и Зарайск-Коломна. Во второй половине XX века в восточной части строятся 4-5-этажные жилые дома, а в северной части Зарайска, вдоль Московской улицы, формируется новая промышленная зона; в её состав вошли завод строительных материалов, молочный завод (запущен в 1949 году) и завод офсетных пластин (основан в 1972 году). В 1980 году началась исследоваться Зарайская стоянка. В 1980—1984 годах была реконструирована и расширена обувная фабрика, получившая большой четырёхэтажный корпус на улице Мерецкова.

### XXI век и масштабная реконструкция
Во исполнение закона «О местном самоуправлении» в 2006 году был выбран первый в истории города Глава. Им стал Сафронов Александр Семёнович.

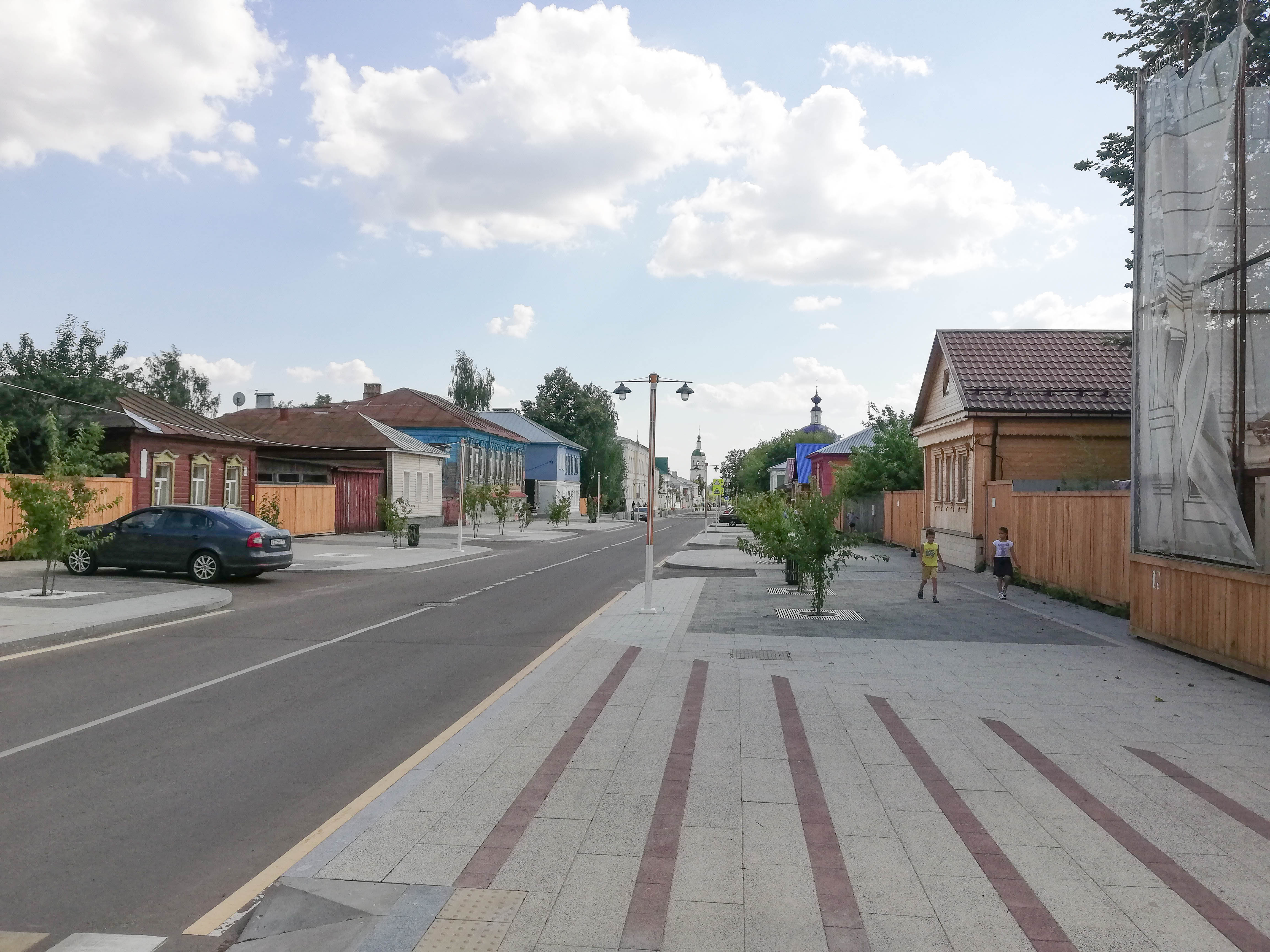
Современная благоустроенная Красноармейская улица в Зарайске

В 2012 году утверждён новый генеральный план города. В 2018 году город Зарайск стал одним из победителей Всероссийского конкурса создания комфортной городской среды в малых городах и исторических поселениях. В рамках проекта благоустроена площадь вблизи старинных Торговых рядов, которое являлось общественно значимым местом на протяжении веков. Реализация проекта превратила площадь Революции, Красноармейскую улицу и площадь вокруг Водонапорной башни в оживлённое общественное пространство. В декабре 2020 года была реконструирована и часть городской набережной от городского пляжа до плотины на реке Осётр.
В 2024 году издано постановление о создании зелёного пояса Зарайска площадью 121 км².

## Население
| 1595    | 1668    | 1711    | 1776    | 1790    | 1804    | 1842    | 1856    | 1894    | 1897    | 1905    | 1913    |
| ------- | ------- | ------- | ------- | ------- | ------- | ------- | ------- | ------- | ------- | ------- | ------- |
| 444     | ↗542    | ↗1332   | ↗2012   | ↗3862   | ↗4828   | ↗6352   | ↘6300   | ↘5918   | ↗8100   | ↘7826   | ↗9600   |
| 1916    | 1926    | 1931    | 1939    | 1959    | 1967    | 1970    | 1979    | 1989    | 1990    | 1992    | 2000    |
| ↘8931   | ↗11 800 | ↗14 300 | ↗17 156 | ↗20 789 | ↗25 000 | ↘23 703 | ↗26 659 | ↗26 958 | ↗27 205 | ↘27 100 | ↘25 400 |
| 2001    | 2002    | 2003    | 2005    | 2006    | 2009    | 2010    | 2011    | 2012    | 2013    | 2014    | 2015    |
| ↘25 200 | ↘25 093 | ↗25 100 | ↘24 600 | ↗25 900 | ↘23 998 | ↗24 645 | ↘24 600 | ↘24 512 | ↘24 413 | ↘24 142 | ↘23 951 |
| 2016    | 2017    | 2018    | 2019    | 2020    | 2021    | 2023    | 2024    |         |         |         |         |
| ↘23 653 | ↘23 368 | ↘23 120 | ↘22 887 | ↘22 772 | ↘20 736 | ↘20 419 | ↘20 383 |         |         |         |         |

На 1 января 2025 года по численности населения город находился на 650-м месте из 1124 городов Российской Федерации.
Трудовые ресурсы в 2012 году составляли 14,7 тыс. человек, из них 7,2 тыс. было занято в экономике.
Национальный состав
По итогам переписи населения 2020 года проживали следующие национальности (национальности менее 0,1 % и другое, см. в сноске к строке «Другие»):
| Национальность | Численность, чел. | Доля     |
| -------------- | ----------------- | -------- |
| Русские        | 18 834            | 90,83 %  |
| Украинцы       | 95                | 0,46 %   |
| Армяне         | 77                | 0,37 %   |
| Мордва         | 49                | 0,24 %   |
| Татары         | 47                | 0,23 %   |
| Чуваши         | 31                | 0,15 %   |
| Узбеки         | 28                | 0,14 %   |
| Молдаване      | 24                | 0,12 %   |
| Другие         | 1551              | 7,46 %   |
| Итого          | 20 736            | 100,00 % |

## Городское поселение Зарайск
Образование
В ходе муниципальной реформы и в соответствии с Законом Московской области от 28.02.2005 года № 63/2005-ОЗ «О статусе и границах Зарайского муниципального района и вновь образованных в его составе муниципальных образований» город стал единственным населённым пунктом в составе муниципального образования «Городское поселение Зарайск».
9 января 2017 года поселение было упразднёно вместе с преобразованием Зарайского муниципального района в городской округ.
География
Расположено в центральной части района. На северо-востоке и востоке граничит с сельским поселением Гололобовским, на юге — с сельским поселением Каринским, на юго-западе — с сельским поселением Струпненским на северо-западе — с сельским поселением Машоновским. Площадь территории городского поселения — 2 178 га.
Население городского поселения Зарайск
| 1595    | 1668    | 1711    | 1776    | 1790    | 1804    | 1842    |
| ------- | ------- | ------- | ------- | ------- | ------- | ------- |
| 444     | ↗542    | ↗1332   | ↗2012   | ↗3862   | ↗4828   | ↗6352   |
| 1856    | 1894    | 1897    | 1905    | 1913    | 1916    | 1926    |
| ↘6300   | ↘5918   | ↗8100   | ↘7826   | ↗9600   | ↘8931   | ↗11 800 |
| 1931    | 1939    | 1959    | 1967    | 1970    | 1979    | 1989    |
| ↗14 300 | ↗17 156 | ↗20 789 | ↗25 000 | ↘23 703 | ↗26 659 | ↗26 958 |
| 1990    | 1992    | 2000    | 2001    | 2002    | 2003    | 2005    |
| ↗27 205 | ↘27 100 | ↘25 400 | ↘25 200 | ↘25 093 | ↗25 100 | ↘24 600 |
| 2006    | 2009    | 2010    | 2011    | 2012    | 2013    | 2014    |
| ↗25 900 | ↘23 998 | ↗24 645 | ↘24 600 | ↘24 512 | ↘24 413 | ↘24 142 |
| 2015    | 2016    | 2017    | 2018    | 2019    | 2020    | 2021    |
| ↘23 951 | ↘23 653 | ↘23 368 | ↘23 120 | ↘22 887 | ↘22 772 | ↘20 736 |
| 2023    | 2024    |         |         |         |         |         |
| ↘20 419 | ↘20 383 |         |         |         |         |         |

## Известные уроженцы и жители
- Белоусов, Анатолий Владимирович (1922—1996) — известный учёный и конструктор в области ракетной техники. Лауреат Ленинской премии (1958).
- Бесчастнов, Николай Петрович (1951—2021) — доктор искусствоведения, профессор, педагог, специалист по изобразительному искусству и дизайну.
- Бочарников, Сергей Ильич (1841- 1887) — член сиротского суда и помощник городского головы, автор первого очерка об истории города (1865).
- Виноградов, Виктор Владимирович (1895—1969) — советский лингвист-русист и литературовед, доктор филологических наук (1940), академик АН СССР (1946). Основоположник крупнейшей научной школы в языкознании. Лауреат Сталинской премии второй степени (1951).
- Голубкина, Анна Семёновна (1864—1927) — русский скульптор.
- Мачтет Григорий Александрович (1852—1901) — русский писатель, революционер-народник, поэт и журналист.
- Сперантова, Валентина Александровна (1904—1978) — советская актриса театра и кино, Народная артистка СССР (1970).
- Ярцев, Николай Иванович (1854—1916) — земский деятель, зарайский городской голова в 1898—1916 годах, член Государственной думы 1-го и 4-го созывов от Рязанской губернии.

## Экономика
Основные промышленные предприятия города:
- Работающие:
  - Обувная фабрика (ООО «Зарайск-обувь»). Предприятие, основанное в 1858 году, вскоре перешло к немецкому промышленнику Августу Редерсу, при котором превратилось в крупную фабрику. Со второй половины XIX века фабрика выпуска модельную кожаную обувь. После национализации в 1918 году фабрика перешла в ведение Центросоюза. В 1929 году при фабрике было создано ФЗУ. Во время Великой Отечественной войны часть оборудования была эвакуирована в Омск. В ходе реконструкции 1980—1984 годов предприятие было расширено. В 2006 году фабрику приобрёл ТД «Белка» (владелец бренда Ralf Ringer)[36][75].
  - Фабрика перо-пуховых изделий (ООО «Даргез-Зарайск»).
  - Авторемонтные предприятия: авторемонтный завод (филиал ГУП МО «Мострансавто») и ООО «Зарайское ремонтно-техническое предприятие».
  - Хлебокомбинат (ОАО «Зарайский хлебокомбинат»).
  - Производство безалкогольных газированных напитков (ООО «НПО Славичъ»)
  - Металлургическая компания (ЗАО «Метком Групп»).
  - Завод строительных материалов (к заводу вела построенная в 1960-х годах электрифицированная узкоколейная железная дорога, разобранная после остановки завода в декабре 2008 года[76]).
- Неработающие:
  - Текстильная фабрика «Красный Восток» (филиал ООО «Текстиль-Пром»).
  - Механический завод.
  - Зерновой элеватор.
  - Молокозавод (ООО «Зарайский молочный завод»).
  - Завод офсетных пластин (филиал ФГУП «Полиграфические ресурсы»).

## Социальная сфера и жилищно-коммунальное хозяйство
Здравоохранение
Крупнейшее учреждение здравоохранения — Центральная районная больница. При больнице имеются поликлиника на 570 посещений в смену и родильное отделение(закрыто с 1 февраля 2018 г.). Действует станция скорой медицинской помощи на 4 машин.
Образование
Образовательные учреждения представлены педагогическим колледжем им. В. В. Виноградова, (где обучают по следующим специальностям: учитель физкультуры, учитель начальных классов, воспитатель дошкольного учреждения). И Луховицкий аграрно промышленный техникум структурное подразделение 1(со следующими специальностями : пожарная безопасность, маляр, штукатур, обработка цифровой информации, Мастер Обслуживания автомобилей и их агрегатов и проч.) в городе насчитывается 8 детских садов, 4 средних общеобразовательных школы (гимназия № 2, средние школы № 1 и № 6, лицей № 5) и начальная школа — детский сад. Действуют также центры досуга : ЦДТ (Центр детского творчества) и детская школа искусств. Работают учреждения социального обслуживания: Зарайский социально-реабилитационный центр для несовершеннолетних и Дом ветеранов.
Среди спортивных объектов, сосредоточенных главным образом в зоне современной застройки на востоке города, — районный стадион, Дворец спорта (открыт в 2007 году), детско-юношеская спортивная школа и школа Олимпийского резерва. Действуют конно-спортивный клуб «Ангел» и «Районный центр водных видов спорта». В 2018 году был открыт Ледовый дворец в районе Беспятовской рощи.
Жилищный фонд Зарайска составлял в 2012 году 769 тыс. м², из которых 646 тыс. м² (83,9 %) приходилось на многоквартирные дома, 124 тыс. м² (16,1 %) — на индивидуальные дома. Средняя жилищная обеспеченность составляла 31,4 м²/чел..
Основное муниципальное предприятие, обеспечивающее теплоснабжение и водоснабжение, — МУП «Единая служба коммунального хозяйства Зарайского района». Ёмкость телефонной сети города в 2012 году составляла 4,6 тыс. номеров. Пожарную охрану осуществляет пожарная часть № 59 на 4 автомобиля.

## Транспорт
Зарайск связан автобусными маршрутами с Москвой (№ 330 до станции метро «Котельники»), Рязанью (№ 920), Луховицами (№ 24), Коломной (№ 31), Озёрами (№ 43), Серебряными Прудами (№ 35), а также с окрестными сёлами. Городской транспорт представлен единственным автобусным маршрутом протяжённостью 17 км. Автовокзал расположен в центре города, в здании бывших торговых рядов. К городу подходит железная дорога без пассажирского движения.

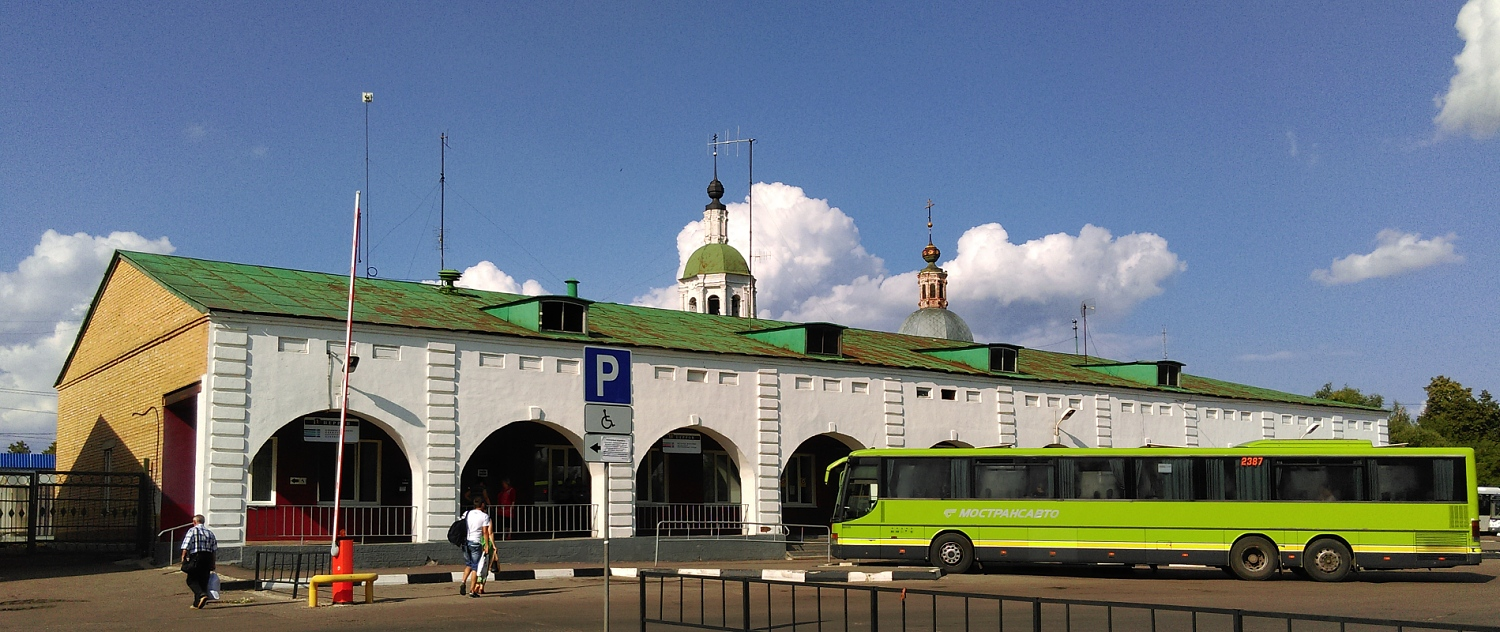
Автовокзал Зарайска

Протяжённость городских магистральных улиц составляла в 2012 году 20,7 км (из них 13,2 км относились к улицам общегородского значения, 7,5 км к улицам районного значения), улиц местного значения — 43,6 км. Уровень автомобилизации составлял 290 легковых автомобилей на тысячу жителей; в городе имелось 14,64 га территорий для постоянного хранения автомобилей (гаражей и охраняемых автостоянок).
Автомобилем из Москвы до Зарайска можно добраться по:
- Каширскому шоссе (трасса М4) через Ступино или Каширу;
- Рязанскому шоссе (трасса М5) через Луховицы.

## Культура

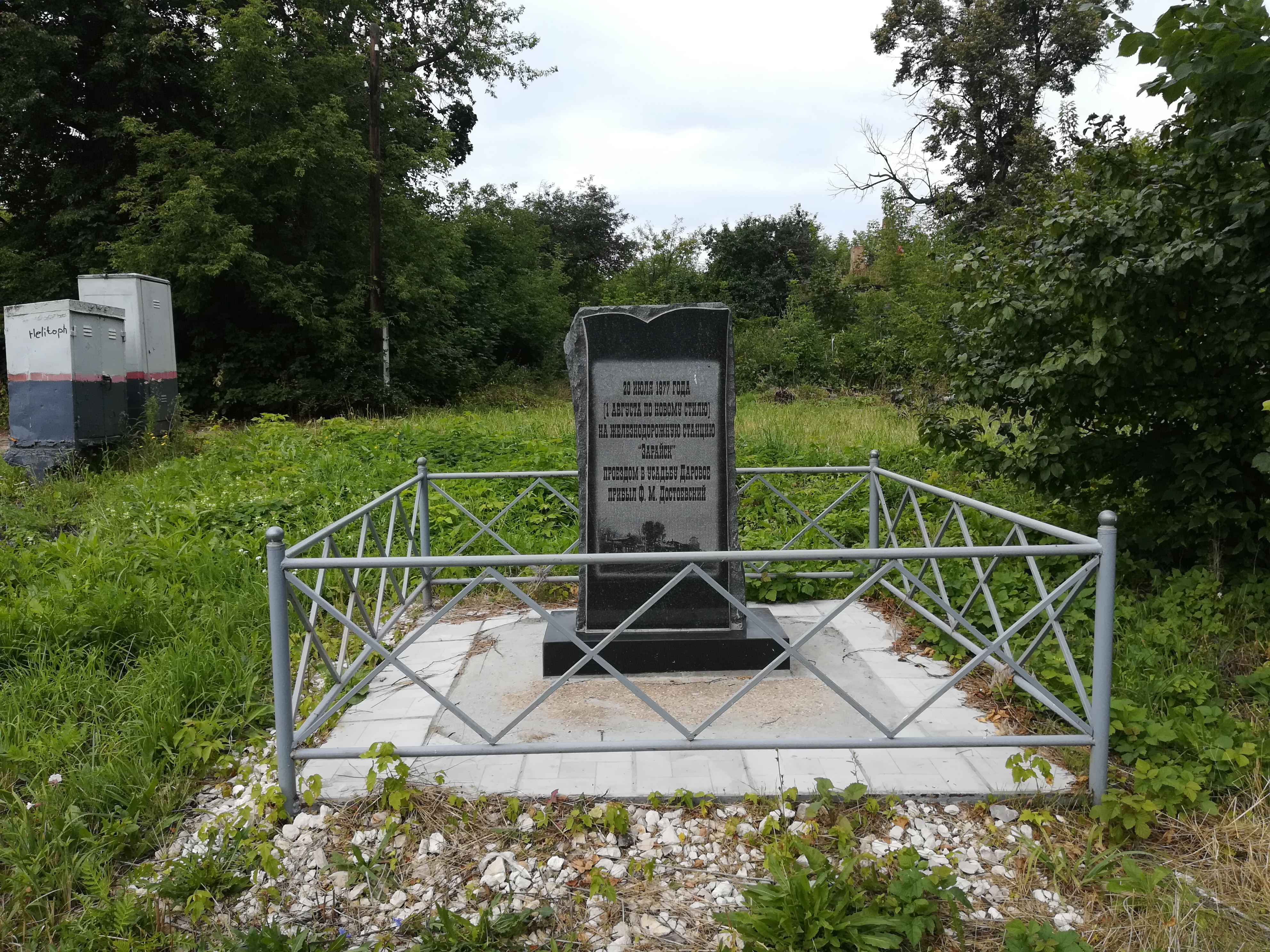
Памятный знак на месте бывшей железнодорожной станции Зарайск

В городе работает Государственный музей-заповедник «Зарайский Кремль», а также его отделы — Дом-музей скульптора А. С. Голубкиной и Музей-усадьба Достоевских в селе Даровое. Также имеется Театральный музей (филиал Государственного Центрального Театрального музея имени А. А. Бахрушина). В городе — 2 библиотеки (центральная районная с фондом в 100 тыс. экземпляров и центральная детская с фондом в 47 тыс. экземпляров).
Центральным объектом творческой и культурной жизни города является Центр досуга «Победа», в котором проходят культурно-массовые мероприятия, концерты профессиональных артистов, спектакли, фестивали и конкурсы, в том числе для детей и молодёжи, общегородские мероприятия на уличной сцене, официальные мероприятия, встречи представителей органов местного самоуправления с населением, телемосты, форумы и конференции различной направленности, на постоянной основе работают клубные формирования, осуществляется кинопоказ фильмов «первого экрана» в формате 3D.
В Зарайске базируется подмосковный негосударственный профессиональный театр «Актёрский дом Колибри».
Издаётся газета «За новую жизнь».

## Архитектура и достопримечательности

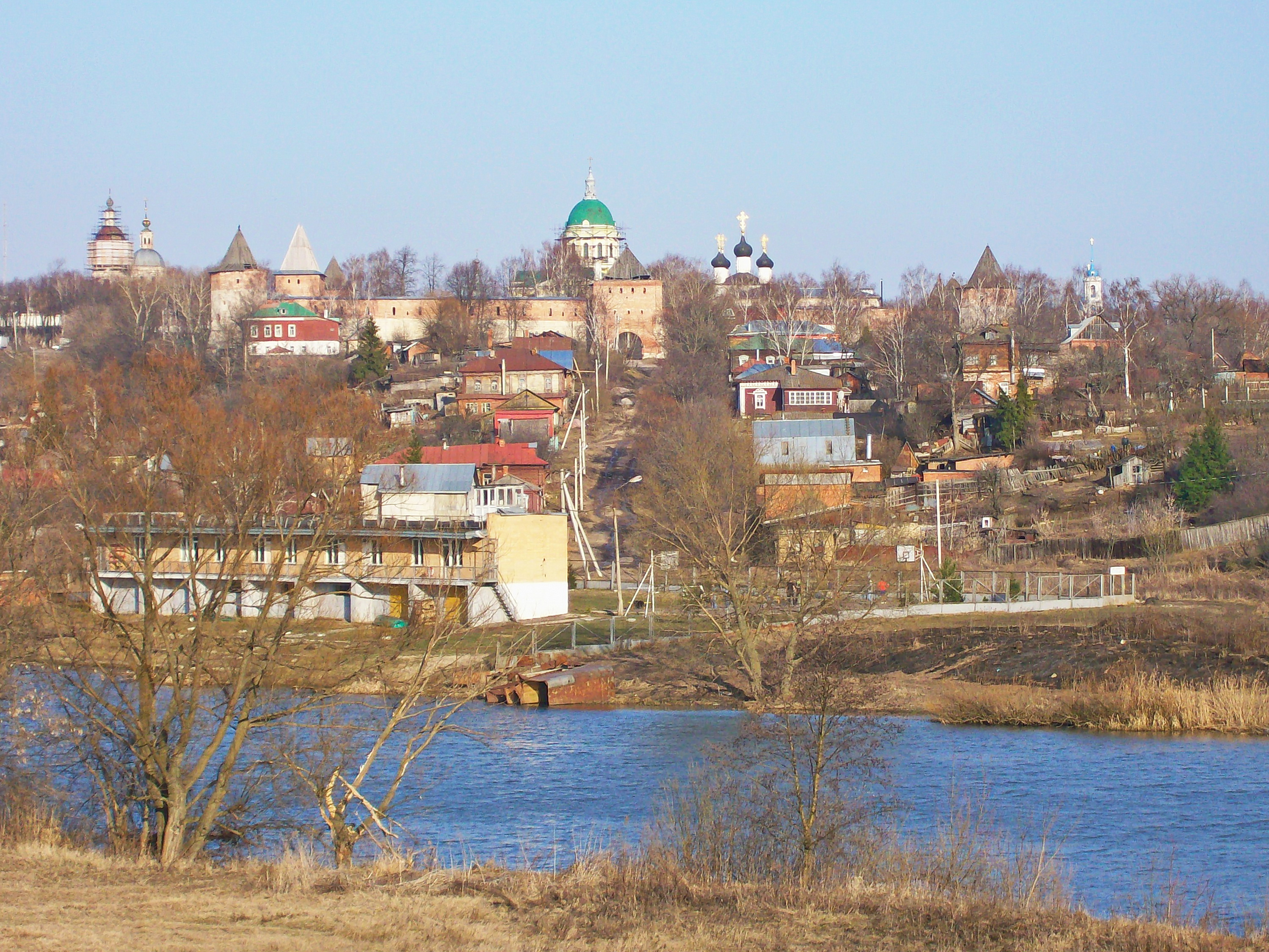
Вид на Зарайский Кремль

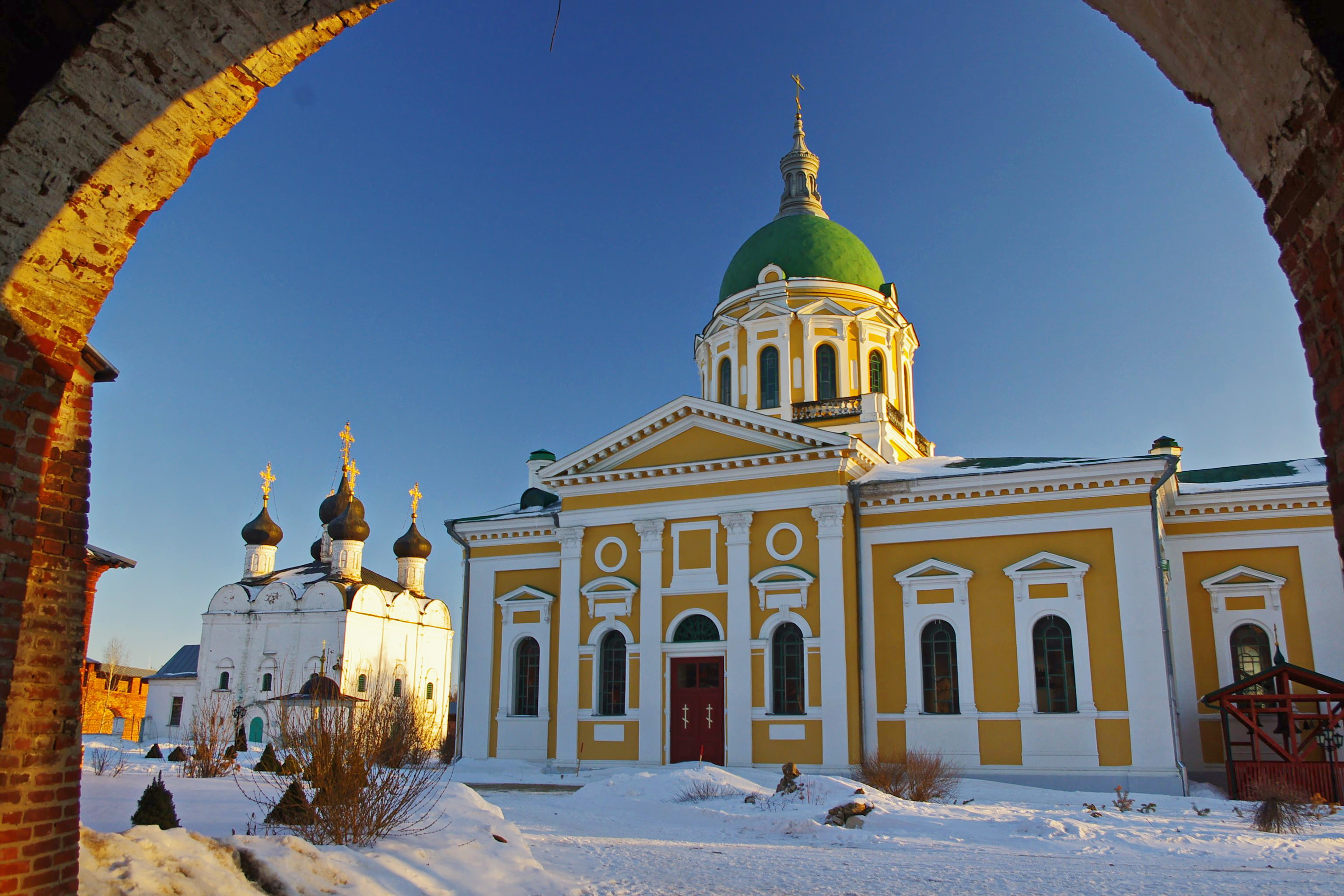
Иоанно-Предтеченский собор

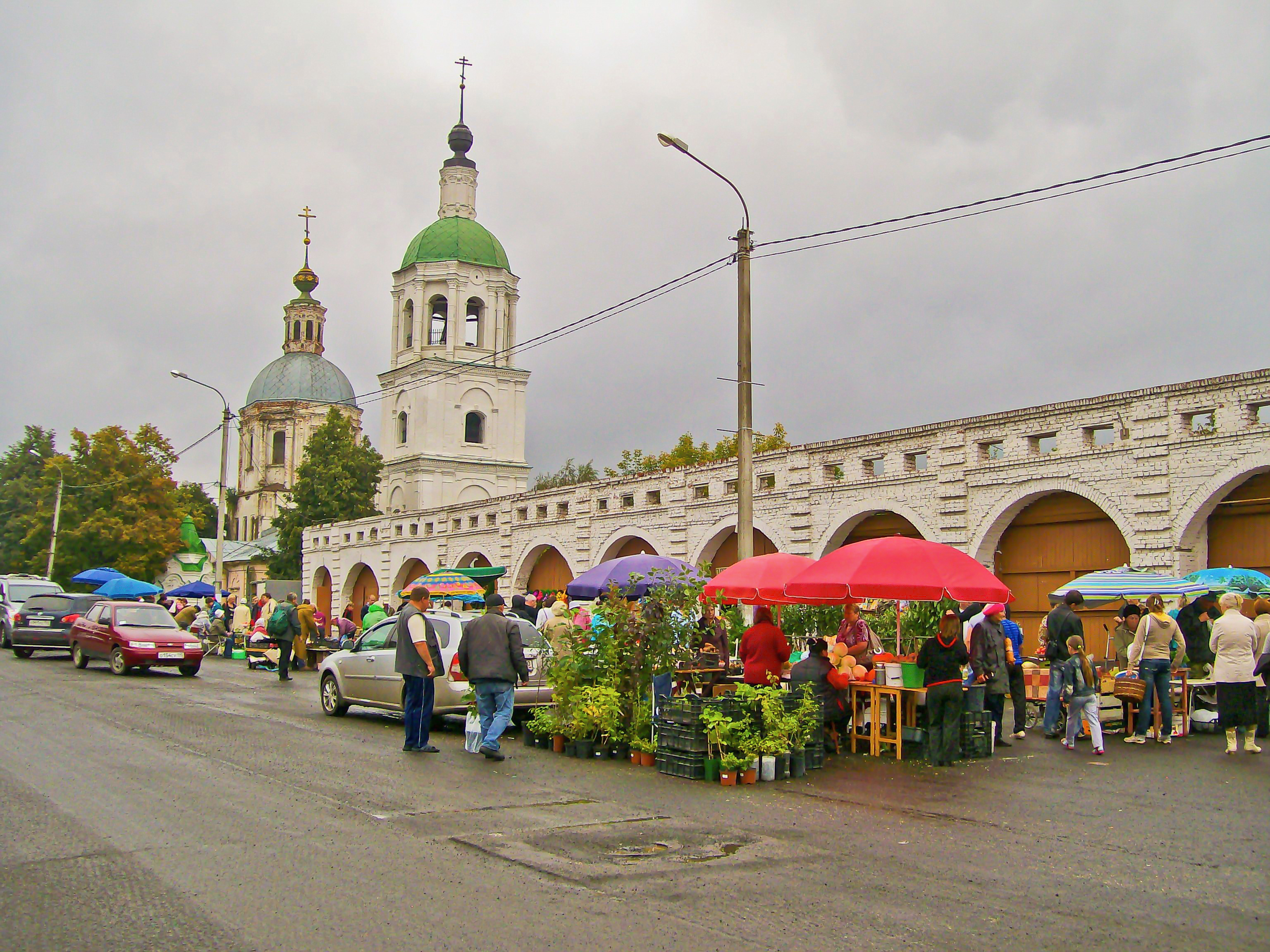
Вид на Гостиный двор и Церковь Троицы

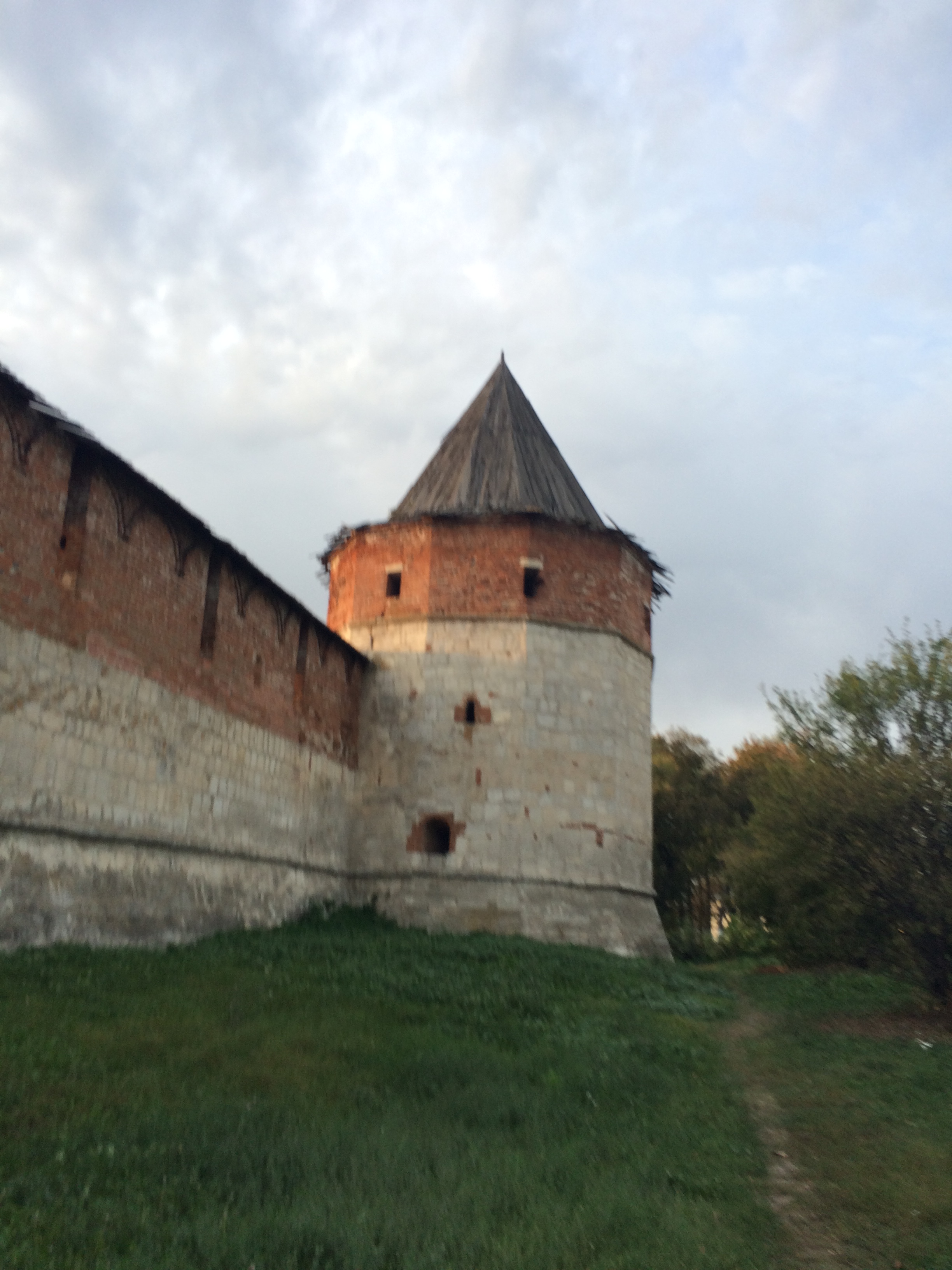
Казённая башня Зарайского кремля

### Особенности планировки и застройки
В основе планировки центральной части города лежит генеральный план 1779 года. Наследием этого генерального плана является образованная к востоку от кремля ортогональная сетка кварталов (размер последних преимущественно 130×260 м). Основной планировочной доминантной является ансамбль Зарайского кремля с расположенным к северо-востоку от него Гостиным двором. От Гостиного двора начинается протянувшаяся до восточных границ города центральная улица Зарайска, Советская, вдоль которой расположена значительная часть общественной застройки города. Перпендикулярно Советской улице проходит другая важная планировочная ось — ведущая к городскому парку улица Карла Маркса, переходящая в Московскую улицу, главную улицу расположенной в северной части города промышленной зоны. Улице Карла Маркса параллельна главная торговая улица, Октябрьская, служащая рубежом между исторической застройкой и современной многоэтажной жилой застройкой (1-й и 2-й микрорайоны). В кварталах к востоку от Октябрьской улицы расположены крупные объекты социального назначения (Центральная районная больница, районный стадион, Дворец спорта, детско-юношеская школа олимпийского резерва и другие). В южной и западной частях города в связи с особенностями рельефа (крутые склоны реки Осётр, глубокие долины речек и оврагов) сформировался рваный фронт застройки.
Главные улицы исторической части города (посада) застроена 1-3-этажными зданиями жилого, административного, торгового, культурного назначения; преобладающий тип застройки улиц на периферии исторического центра — 1-2-этажные деревянные жилые дома. В глубине кварталов размещаются хозяйственные и подсобные строения. Два квартала исторического центра занимают территории старых предприятий — ООО «Зарайск-обувь» (ныне RalfRinger; сохранились исторические здания) и фабрики «Перопух». Вдоль западной стороны Московской улицы и к востоку от улицы Урицкого расположены кварталы с застройкой индивидуальными жилыми домами XX—XXI веков. 1-й и 2-й микрорайоны, расположенные к востоку от Октябрьской улицы, застроены типовыми 4-5-этажными зданиями 1960-х—1980-х годов постройки. На севере Зарайска (вдоль Московской улицы) и в южной части города (вдоль Каринского шоссе) находятся промышленные зоны. На востоке города и на юге (вдоль реки Астабенки) расположились садоводческие товарищества.

### Архитектурные памятники кремля
Каменный кремль, сооружённый в 1528—1531, занимает площадь 125×185 м, прямоугольный в плане, длина стены по периметру около 500 м и является самым маленьким в России. В кремле 7 башен (Никольская, Казённая, Кабацкая, Спасская, Тайницкая, Богоявленская и Караульная), три из которых являются проездными, Никольская башня имеет также отводную стрельницу. В восточной стене в 1789 году были пробиты ворота, называемые Троицкими.
На территории кремля находятся:
- Никольский собор (1681).
- Иоанно-Предтеченский собор (1901—1904, арх. К. М. Быковский), в неоклассическом стиле, современные росписи храма в значительной степени являются новоделом.
- Здание присутственных мест. Кон. XVIII в. (сегодня в нём размещается Воскресная школа и крестильный храм Св. Серафима Саровского)
- Здание бывшего Зарайского духовного училища (сегодня в нём размещается музей «Зарайский Кремль»).

Здания кремлёвского ансамбля имеют статус памятников архитектуры федерального значения.

### Основные архитектурные памятники города
- Церковь Троицы (1776—1788).

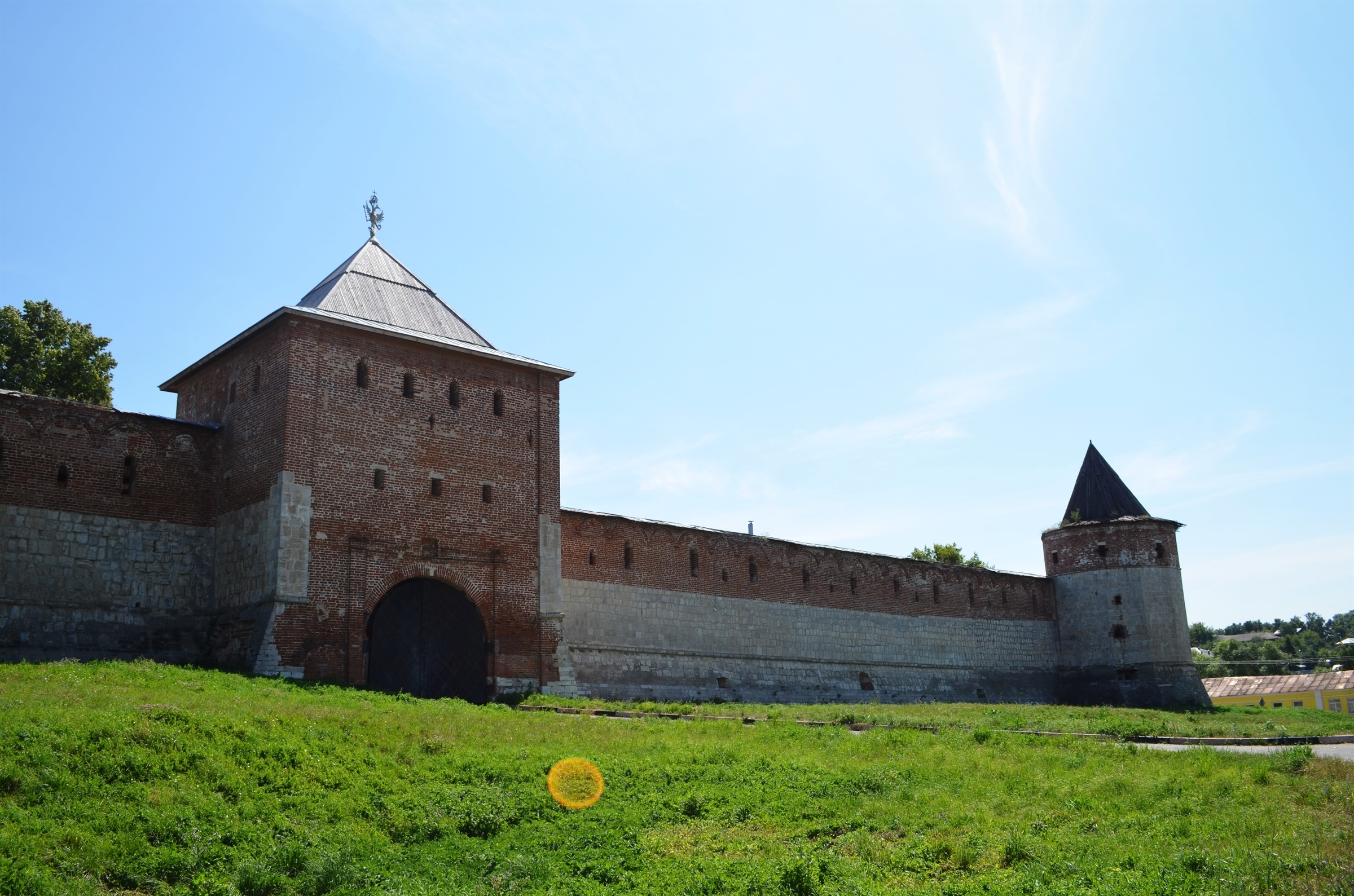
Зарайский кремль, Богоявленские ворота

- Церковь Благовещения (1777—1795), колокольня (1825).
- Гостиный двор (кон. XVIII в., восстановлен в 1977).
- Дом Иванова (кон. XVIII в.).
- Дом Ярцева (нач. XIX в.).
- Церковь Ильи-пророка (1819). Колокольня (1835).
- Дом Локтева (нач. XIX в.). В 2018 году состояние памятника было показано в выпуске программы «Наступление на наследие», где видно, что здание находится в полуразрушенном состоянии, без перекрытий и обрушается фасад[93].
- Городовой магистрат (нач. XIX в.).
- Дом Типицына (нач. XIX в.).
- Здание земства (1910) — единственное произведение позднего модерна в Зарайске[33].
- Водонапорная башня (1916).
- Соляной двор (XVI в.,у восточной стены Кремля).
- Дворянская богадельня Бахрушиных (кон. XVIII в.).
- Здание амбулатории (нач. XIX в.).
- Особняк фабриканта Редерса (кон. XIX в.).

К северо-востоку от кремля расположены многочисленные двухэтажные особняки XIX веков в стиле классицизм, а к югу — в основном деревянные дома конца XIX — начала XX веков.

### Скульптурные и воинские памятники
- Памятник маршалу К. А. Мерецкову.
- Памятник Воинам-интернациолистам

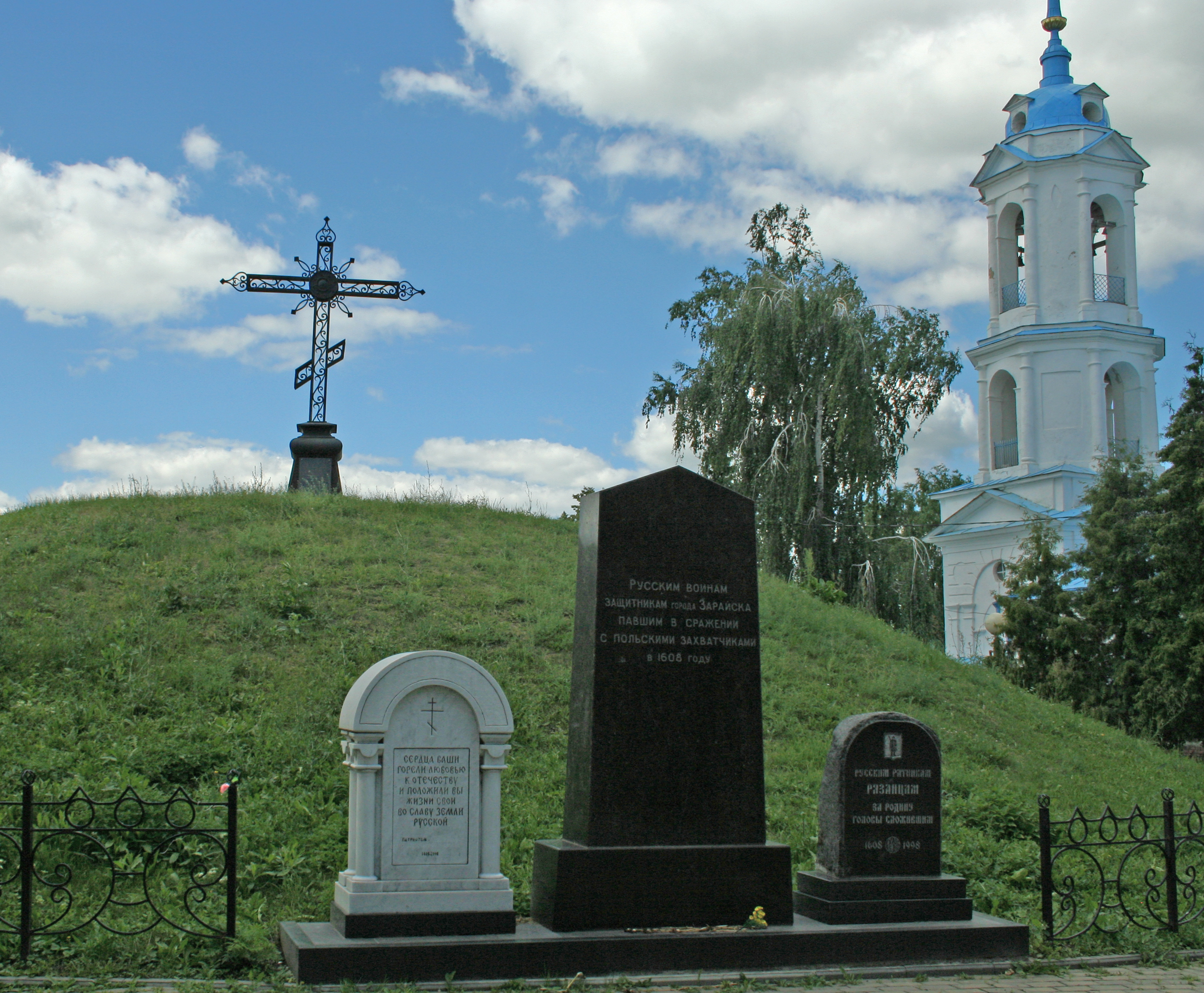
Могила арзамасских ополченцев

- Памятник воинам-зарайцам, погибшим во время Великой Отечественной войны (установлен в 1965 году[11]).
- Памятник-бюст Д. М. Пожарскому.
- Памятник-бюст А. С. Голубкиной.
- Стела Д. Благоеву.
- Братская могила воинов московско-арзамасского ополчения, погибших во время обороны города в 1608 году.
- Памятник-бюст дважды Герою Советского Союза В. Н. Леонову (скульптор А. Е. Зеленский, архитектор А. А. Усачёв; установлен в 1950 году на площади Урицкого)[94][95].
- Памятник В. И. Ленину
- Памятник участникам установления советской власти в Зарайске (около стен Кремля).
- Памятный крест и надгробный камень с исторической надписью на месте разрушенной в 1938 году Вознесенской церкви.

### Памятник археологии
Зарайская стоянка эпохи верхнего палеолита. Это — наиболее древнее из ныне обнаруженных поселений человека на территории к северу от Костёнок. Открыта в 1980 году. Регулярные раскопки ведутся Зарайской верхнепалеолитической экспедицией Института археологии РАН. Стоянка является памятником истории, археологии и культуры федерального значения.
В 2008 году на стоянке были найдены ребро мамонта с нарисованными на нём фигурками, предположительно, изображающих трёх мамонтов; небольшая кость с x-образным орнаментом; две человеческие фигурки (вероятно — женские) и конусообразный предмет, вырезанный из кости мамонта, чьё назначение представляет собой настоящую загадку.

## Города-побратимы
- Попово (Болгария)
- Арзамас (Россия)

## Комментарии
1. ↑  Острог огибал кремль с южной и западной сторон, естественным рвом служил овраг речки Монастырки, северо-восточная сторона была защищёна искусственным рвом, остатки которого были обнаружены на улице Красноармейской при раскопках 2019 года.
2. ↑  Икона находилась в Зарайске до 1966 года, когда была вывезена на реставрацию в Москву, в Музей древнерусской культуры им. Андрея Рублёва[20]
3. ↑  За исключением ныне утраченной Спасо-Преображенской церкви в Чёрной слободе, при которой сохранялась площадь
4. ↑  К концу XIX века заставы и кордегардии перестали использоваться и были разобраны за ветхостью
5. ↑  В советское время парк перешёл в ведение обувной фабрики и позднее получил имя С. М. Кирова
6. ↑  Тюрьма действовала до 1960 года